# Suore di San Girolamo
Le Suore di San Girolamo (in spagnolo Hermanas Jerónimas de Puebla; sigla J.P.) sono un istituto religioso femminile di diritto pontificio.

## Storia
Le origini della congregazione risalgono al monastero di religiose girolamine sorto a Puebla nel XVI secolo.
Nel 1950 le monache adottarono i voti semplici perpetui e la clausura vescovile e nel 1955 le 31 religiose chiesero alla Santa Sede di trasformarsi in congregazione religiosa di vita attiva.
La sacra congregazione romana dei religiosi, con decreto del 1957, accolse l'istanza delle religiose ed eresse la comunità in congregazione di diritto pontificio.

## Attività e diffusione
Le suore collaborano con i vescovi in opere diocesane.
Oltre che in Messico, sono presenti negli Stati Uniti d'America e in Venezuela; la sede generalizia è a Puebla.
Alla fine del 2015 l'istituto contava 72 religiose in 9 case.